# Karino
Karino – polski serial obyczajowy z 1974 roku, który premierę miał w 1975 roku. Serial liczy 13 odcinków.
Serial kręcono w Iwnie i Białym Borze oraz na warszawskim Służewcu.

## Fabuła
Treścią serialu są przygody młodej lekarki weterynarii, która podejmuje pracę w stadninie koni i pomaga przebywającym tam zwierzętom. Jednym z jej podopiecznych jest piękny ogier Karino.

## Obsada
- Claudia Rieschel − Grażyna Barska
- Tadeusz Schmidt − dyrektor stadniny Klimczak
- Karol Strasburger − trener Andrzej Stolarek
- Zdzisław Maklakiewicz − masztalerz Małecki
- Stefan Czyżewski − doktor Frankowski
- Janusz Gajos − Janczar
- Władysław Hańcza − prezes klubu jeździeckiego
- Leon Niemczyk − Jabłecki, trener na Służewcu
- Stanisław Niwiński − Rusin
- Zygmunt Kęstowicz − Malinowski, dyrektor Służewca
- Zdzisław Kuźniar − koniuszy
- Kazimierz Wichniarz − dyrektor departamentu hodowli
- Jerzy Moes − gracz na wyścigach
- Juliusz Lubicz-Lisowski − gracz na wyścigach
- Rajmund Jakubowicz − kierowca Roman
- Sławomir Lindner − działacz na naradzie przed Wielką Pardubicką
- Bolesław Mazurek − dżokej
- Krzysztof Wakuliński − tłumacz Henryk Roszko
- Tadeusz Wojtych − złodziej Karina
- Feliks Żukowski

## Dubbing
Reżyser zaangażował do głównej roli Grażyny Barskiej niemiecką aktorkę, ponieważ chciał zwiększyć widownię przez emisję w ówczesnej Niemieckiej Republice Demokratycznej.
- Janina Borońska − Grażyna Barska
- Andrzej Łągwa − Janczar

## Tytuły odcinków
- odcinek 1 – Narodziny
- odcinek 2 – Przybrana matka
- odcinek 3 – Niebezpieczeństwo
- odcinek 4 – Przyjaciel
- odcinek 5 – Porwanie
- odcinek 6 – Ujarzmiony
- odcinek 7 – Droga do sławy
- odcinek 8 – Klęska
- odcinek 9 – Walka o życie
- odcinek 10 – Pogoń za lisem
- odcinek 11 – Zwycięstwo
- odcinek 12 – Najcięższa próba
- odcinek 13 – Cena sukcesu